# 苏联共产党第二十二次代表大会

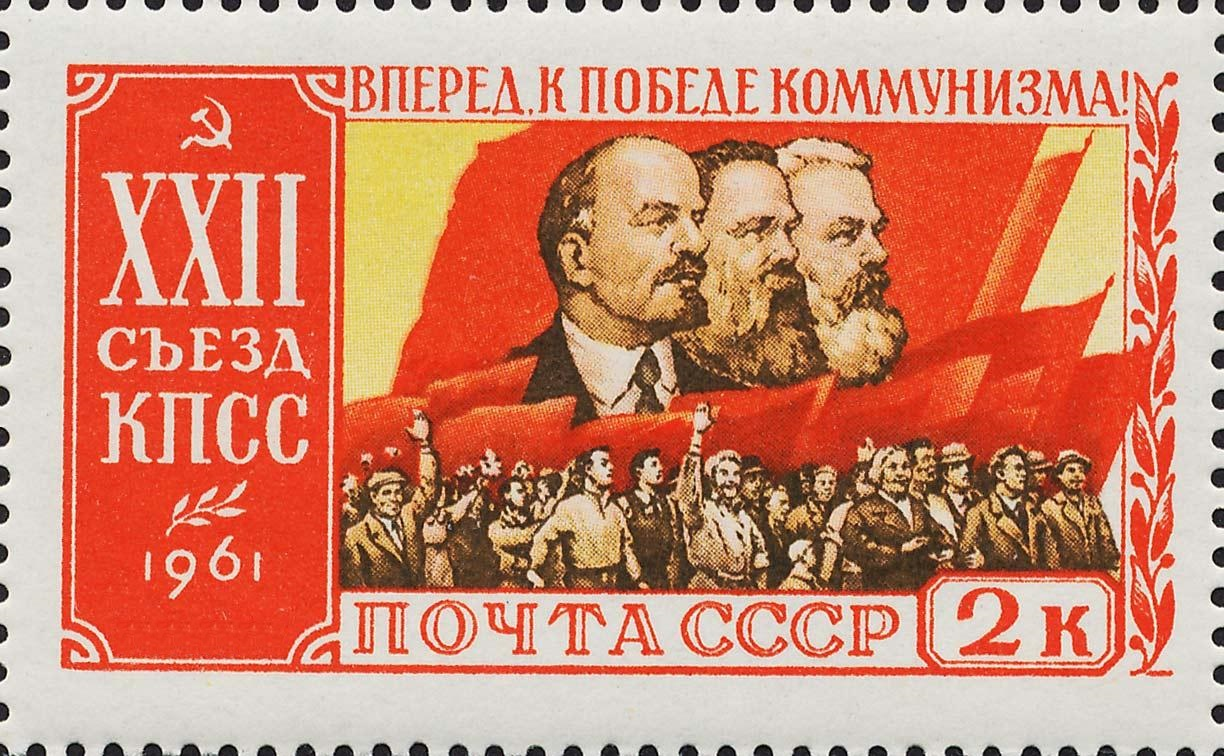
苏共二十二大期间发行的邮票

苏联共产党第二十二次代表大会（俄语：XXII съезд Коммунистической партии Советского Союза），简称苏共二十二大（XXII съезд КПСС），于1961年10月17日至31日在苏联莫斯科国家克里姆林宫召开。在大会召开的14天中（10月22日休会），4,413名代表及83名外国共产党代表听取了赫鲁晓夫及其他人对政策的回顾。

## 大会经过

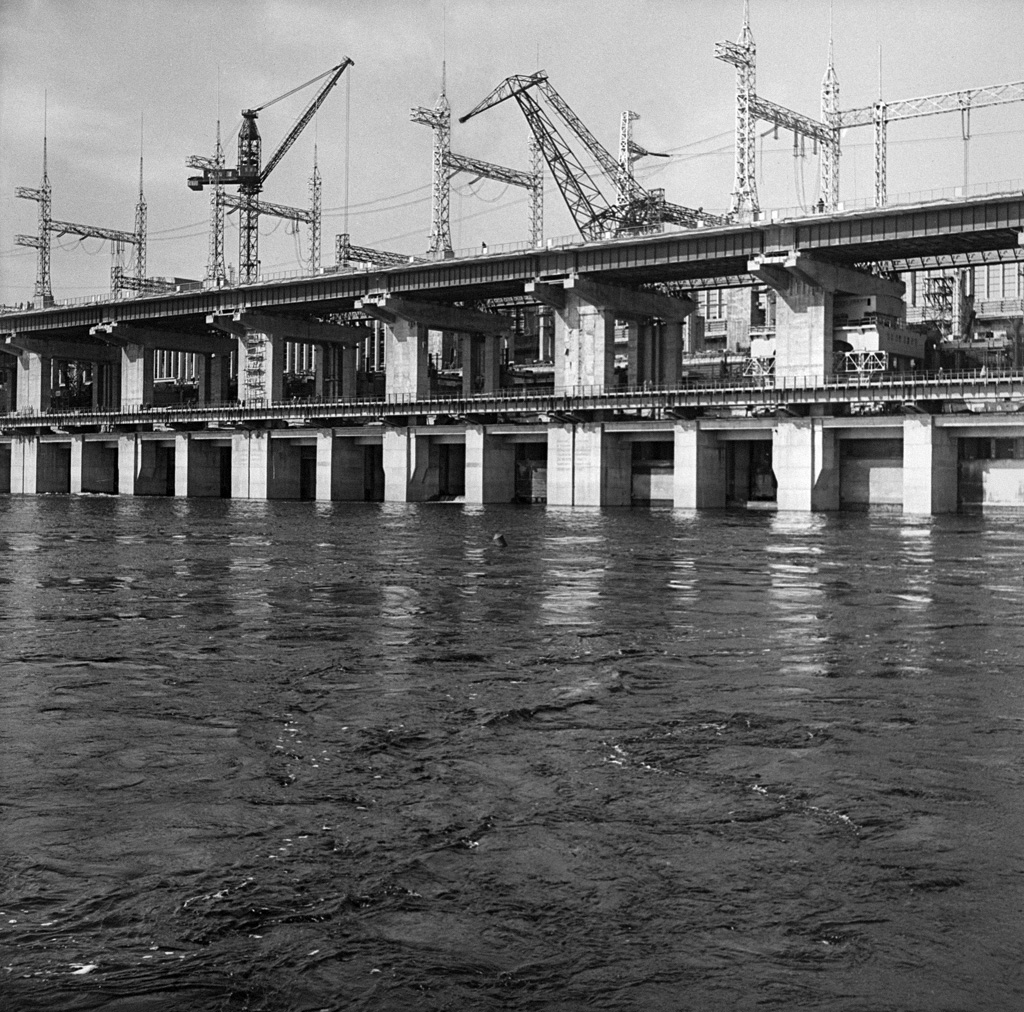
苏共二十二大召开前夕建成的欧洲最大水电站伏尔加水电站

在此次大会上，赫鲁晓夫提出了二十年建成共产主义的口号，并决定将斯大林遗体从列宁墓中移出，另行下葬。此外赫魯曉夫還將蘇聯境內以斯大林和斯大林时代同期的其他政治家命名的几个城市重新命名。此次大会以新党纲的一部分发布了《共产主义建设者道德法典》。
除中苏争端外，代表大会处理的事项还包括接受苏共的第三个纲领和章程，以及启用当时欧洲或俄罗斯最大的伏爾加水電站。此外，苏共二十二大是中国共产党最后一次出席苏共大会，中共代表团由周恩来带领，会上与苏方发生关于去斯大林化激烈辩论，周恩来于大会结束前提前回国。1956年开始的中苏交恶至此发展成中苏决裂。
会议期间，赫鲁晓夫宣布将在10月30日在北极圈新地岛试爆沙皇炸弹，它是人类至今所引爆过所有种类的炸弹中，体积、重量和威力上均为最强大的核炸弹。此次大会还特邀原俄国保守派君主主义者瓦西里·维塔利耶维奇·舒尔金参加。
在苏共二十二大上，苏共宣布控制论是“建设共产主义社会的主要工具”，赫鲁晓夫称发展控制论是苏联科学势在必行的任务，将“控制论”写入党纲：“在工业、建筑工业和运输业的生产过程中，在科学研究中，在计划计算和设计计算中，在核算和管理方面，将广泛地应用控制论、电子计算机和操纵装置。”

## 纪念
今塔吉克斯坦的哈兹拉特苏丹峰曾以“苏共第22次代表大会峰”命名。

## 参阅
- 1961年柏林危機